# Detector de flames

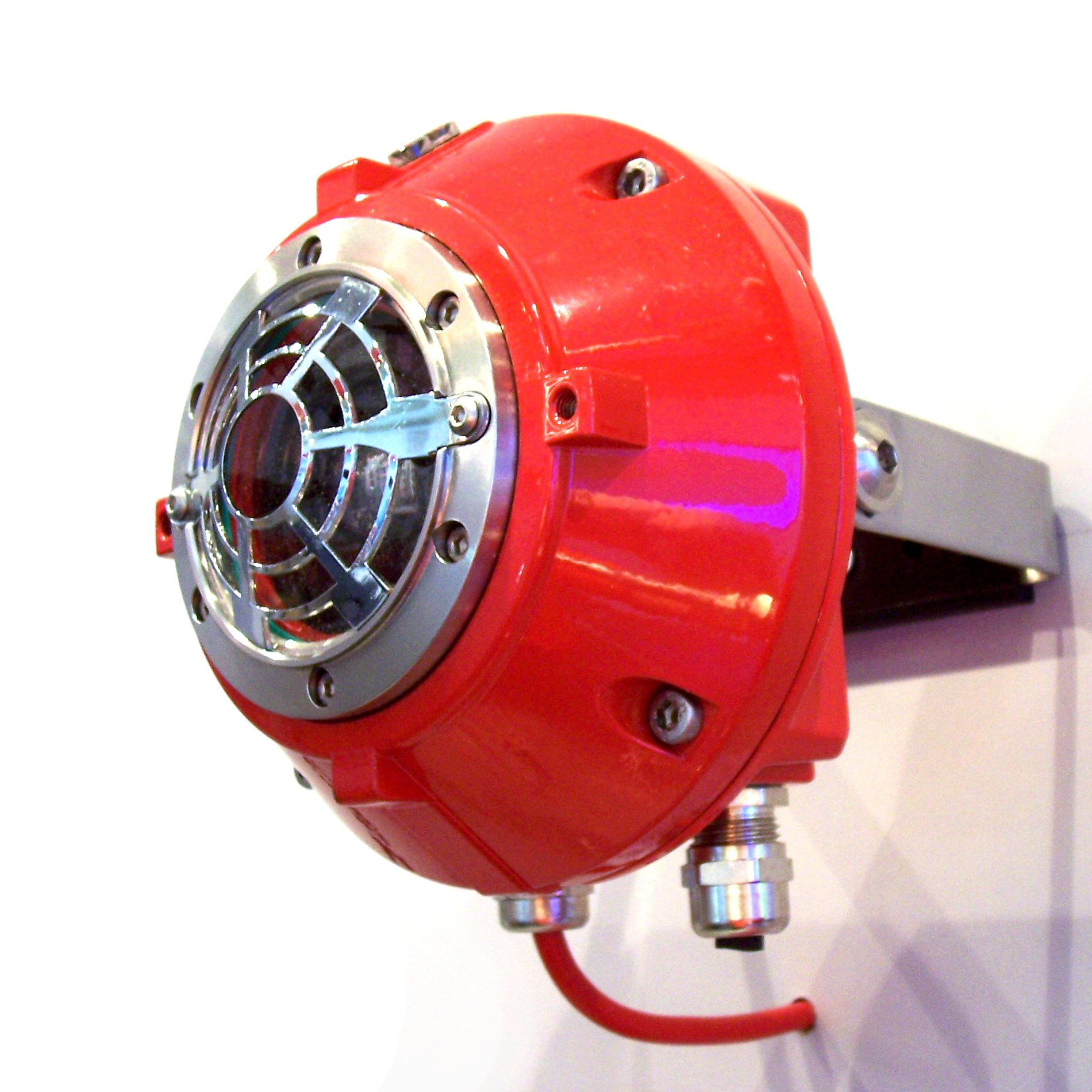
Detector de flames UV

Un detector de flames, o detector de flama, és un sensor dissenyat per tal de detectar i respondre a la presència d'una flama o foc. Forma part d'un sistema de detecció i alarma d'incendis. Pot incloure que soni una alarma, que desactivi una línia de combustible (com la línia dels gasos propà o gas natural), i activar un sistema des supressió de foc. Un detector de flames sovint pot respondre més ràpidament i més acuradament que un detector de fum o de calor a causa dels mecanismes que empra per a detectar la flama.

## Tipus de detector de flames

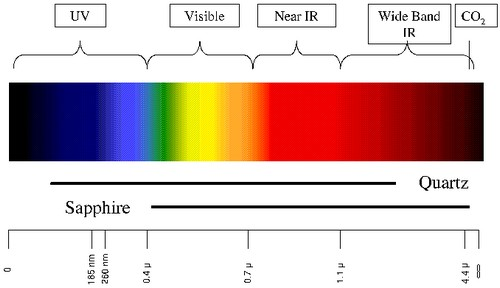
Regions del detector de flama

- Ultravioleta (UV): És capaç de detectar focs i explosions en 3-4 mil·lisegons. Consisteix en una fotocèl·lula sensible i una pantalla especial que actua com a filtre que només permet el pas de radiacions IR. N’hi ha de diversos tipus en funció de la franja de longitud d’ona que es vol detectar.[3]
- Proper a l'infraroig
- Infraroig (IR): utilitzen una càmera tèrmica (TIC). El temps normal de resposta és de 3-5 segons. Es basa en la descàrrega d’un determinat gas que reacciona davant la radiació ultraviolada.[3]
- Combinat UV/IR: incorpora els dos sensors amb la finalitat d'augmentar la sensibilitat i reduir el risc de falses alarmes.[4]
- Detecció de flames duals IR/IR
- Detecció de flames triples IR3, comparen tres bandes de longitud d'ona específiques i permeten distingir entre fonts IR sense flama i les flames reals que emet el CO₂ calent en el procés de la combustió.

- Sensors de la radiació visible.[5]

- Video. Es pot usar un circuit tancat de televisió o una càmera web per a detectar visualment les longituds d'ona entre 0,4 i 0,7 µm). El fum o la boira pot limitar aquesta detecció.[6][7]

## Altres tipus
- Detecció per ionització de la flama, aquest tipus és comú en els forns domèstics.
- Detecció de flama per termoparell, usats per interrompre el flux de combustible en instal·lacions, mesuren la calor.

## Aplicacions
Els detectors de flames UV/IR es fan servir en:
- Estacions d'hidrogen
- Cuines de gas
- Processos industrials d'escalfament i assecatge
- Sistemes d'escalfament domèstics
- Turbines industrials de gas